# Обсерватория в Тарту
Обсерваторията в Тарту и историческо научно здание в Тарту, Естония, намираща се в подножието на Катедралния хълм.

## История
Създадена е през 1811 г. като част от Тартуския университет под ръководството на професора по математика Йохан Вилхелм Андреас Пфаф (1774 – 1835), който напуска през 1809 г. Първият директор на обсерваторията е Йохан Зигизмунд Готфрид Хут (1763 – 1818).
След като Хут умира през 1818 г. Фридрих Георг Вилхелм фон Струве става професор по астрономия в Тартуския университет, в който е следвал и защитил докторантурата си. През 1820 г. той поема поста на директор на обсерваторията. Под негово управление обсерваторията скоро се превръща в една от водещите институции в астрономията.
През 1824 г. е пуснат в употреба много силен рефракторен телескоп от работилницата на Йозеф фон Фраунхофер, който е най-големият телескоп с истински цветове за времето си с отвора си от 24,4 cm. През следващите години Струве провежда задълбочени изследвания върху двойни звезди, които издава в два тома. Също така изпълнява специални задачи във връзка с геодезичното измерване на Русия, които включват наречената на него Дъга на Струве. През 1839 г. Струве напуска Тарту и започва работа в обсерваторията в Пулково край Санкт Петербург.
През 1840 г. Йохан Хайнрих фон Медлер поема управлението. Той продължава работите на Струве, работи по точното определяне на позициите на звезди (астрометрия) и изготвя детайлни чертежи на Луната, които му създават репутация. През 1865 г. фон Медлер се оттегля от поста по здравословни причини. Наследниците му са Томас Клаусен (от 1865 до 1872 г.) и Петер Карл Лудвиг Шварц (1872 – 1894).
С течение на времето обсерваторията в Тарту губи значимостта си, тъй като други обсерватории разполагат с по-големи инструменти. По-късни ръководители на обсерваторията са Григори Левитски (1894 – 1908), Константин Покровски (1908 – 1918) и Таавет Роотсмае (1919 – 1948).
След Втората световна война институтите на университета са реорганизирани и е взето решение за създаването на нова обсерватория, Тарту обсерватоориум. След завършването на строежа ѝ през 1964 г. учените се преместват. От 1963 г. в обсерваторията в Тарту има клуб по астрономия. 
От 2009 до 2011 г. обсерваторията в Тарту е реставрирана.  Към 2015 г. тя помещава музей с център за посетители.

## Оборудване
При откриването си, обсерваторията в Тарту разполага с един рефлекторен телескоп, изработен от Уилям Хершел и далекоглед с ахроматична леща от Троцтоп с фокусно разстояение от 1,5 m.
През 1814 г. обсерваторията получава меридианен кръг от Джордж Долонд (George Dollond), а през 1822 – още един от известната мюнхенска работилница на Георг Фридрих фон Райхенбах, и през 1824 голям рефрактор на Фраунхофер от същата работилница.
Той има отвор от 9 германски цола (244 mm) и фокусно разстояение от 13 фута (4,33 m). Той е най-големият обектив, изготвян някога от Фраунхофер. С него започва развитието на т. нар. огромни телескопи и прецизното изследване на двойните звезди. Поради новоразработения от Струве позиционе микрометър, Струве успява да издаде относително скоро каталог с 3112 точно измерени двойни звезди. Рефракторът е реставриран през 1993 г.
През 1873 г. обсерваторията придобива хелиометър – телескоп с двоен обектив за измерване на най-малки разлики в ъгли – и през 1897 г. – зенитен телескоп.
През 1911 г. е пуснат в употреба 20-сантиметров рефрактор на Карл Цайс с фокусно разстояние 3 m. През същата година е инсталиран астрограф с 15-сантиметров отвор и фокусно разстояие от 78 cm.